# Black Holes (Solid Ground)
''Black Holes (Solid Ground)'' is een nummer van de Canadese rockband The Blue Stones. Het nummer werd als single uitgebracht op 15 april 2016, en verscheen op het album Black Holes op 20 oktober 2015. Het nummer werd op 26 oktober 2018 opnieuw uitgebracht onder het label Entertainment One.

## Videoclip
Nadat de lyric video uitkwam op 19 juli 2018, werd er ook een videoclip uitgebracht op 27 november 2018. De videoclip werd geregisseerd door Jason Lester, geproduceerd door Eva Sealove, en de DP werd verzorgd door Powell Robinson.
"We wanted to put out a performance video", zegt gitarist-zanger Tarek Jafar, die zeven jaar geleden de Blue Stones oprichtte met drummer Justin Tessier, in een interview met Billboard. "We felt like this is the first time people are going to get a look at Justin and myself, the Blue Stones, in a 'professional' music video, so we wanted people to get a look at who we are." Tegelijkertijd wilden Jafar en Tessier zeker weten dat het geen ''doorsnee uitvoeringsvideo'' was, wat een dramatische, sci-fi-achtige verlichting betekende, en een diepgaand verhaal.